# КомедиантЪ
«КомедиантЪ» (Москва) — театральная труппа. Художественный руководитель — Алёна Чубарова, главный режиссёр — Ирина Егорова. Творческий директор театра с 2011 года — Ксения Клюева.

## История
Театр появился в конце 1999 года как театральный клуб при благотворительном фонде «Фарватер» (ныне: Благотворительный общественный фонд поддержки творчества им. В. С. Золотухина).
Основная тема постановок — «Жизнь и творчество великих людей в мире искусства».
В 2001 году впервые был поставлен спектакль в музейном пространстве («Он — сам» в музее Владимира Маяковского). Далее подобные мероприятия снискали основную долю известности труппе; с 2004 года оформился проект «Театрализованный музей: живая история». Основной площадкой театра надолго стал Государственный музей им. М. А. Булгакова в Москве.
Артисты и режиссёры являются одновременно и поэтами, и прозаиками, и драматургами, и журналистами, и художниками, и музыкантами. Труппа состоит из 42 человек.
С 2006 г. работают проекты «Театр с Листа», «Автор плюс Актёр», «Театр Малых Форм».
С 2012 г. театра сотрудничает с компанией «Мостурфлот», с театрально-концертной деятельности для туристов на борту теплохода «Михаил Булгаков» началось освоение нового жанра интерактивных спектаклей, в которых зрители принимают активное участие вместе с артистами. К 2017 г. спектакли «Комедианта» на теплоходах «Николай Карамзин», «Сергей Образцов», «Княжна Виктория».
С 2013 году руководители театра сотрудничают с «Международной гильдией писателей», проводят театральные мероприятия в рамках фестивалей «Русский стиль» (Германия), фестиваль русскоязычных писателей (Израиль).
С 2014 года сотрудничает с Государственный литературный музей
С 2017 года сотрудничает с Государственным музеем им. А. А. Бахрушина и КП «ЛялинЦентр»

## Награды
- 2006 г. — Благодарность от музея М.Булгакова за спектакли «Садовая, 10, далее — везде…» и «Стремительный год, или Доктор Б.» 2007 г. благодарность от Государственного дома-музея Марины Цветаевой за спектакль «Голос мой крылатый»
- 2007 г. благодарность от Государственного дома-музея Марины Цветаевой за спектакль «Голос мой крылатый»
- 2008 — Благодарность от музея М.Булгакова за проекты «Театр с Листа», «Автор плюс Актёр», «Театр Малых Форм»
- 2008 г. Победитель конкурса инициативных социально значимых молодёжных проектов в номинации «Программы, направленные на приобщение молодёжи к ценностям отечественной и мировой культуры» — Грант Правительства Москвы, департамента семейной и молодёжной политики города Москвы
- 2008 г — Благодарность от музея М.Булгакова за участие в праздновании юбилейных дат и других мероприятиях музея
- 2008 г. — Диплом лауреата международного фестиваля «Встречи в Одессе»
- 2009 г. — Грамота представительства президента Украины в автономной республике Крым за развитие международных культурных связей на фестивале «Театр. Чехов. Ялта.»
- 2009 г. Диплом участника четвертого российского театрального рынка «PRO-Театр-2009»
- 2009 г Благодарность от Ялтинского городского совета за участие во втором международном фестивале «Театр. Чехов. Ялта» 2009 г.
- 2009 г. Благодарность от «Аппарата общественной палаты Российской Федерации» за спектакль «Садовая, 10, далее — везде» в музее Булгакова
- 2010 г., I международный фестиваль камерных театров и спектаклей малых форм «АртОкраина», Санкт-Петербургский театр «За черной речкой», награда за спектакль «Homo fortunatus» (недоступная ссылка)  (недоступная ссылка с 18-05-2013 [4442 дня])
- 2010 г., Диплом Лауреата II Международного фестиваля камерных театров и спектаклей малых форм «Молдфест. Рампа. Ру» за спектакль «HOMO FORTUNATUS», Кишинёв
- 2011 г. Благодарность за участие в творческом вечера Ирины Егоровой
- 2011 г. Благодарность от КЦ «Булгаковский дом» за участие в международном юбилейном фестивале им. М.А.Булгакова «120 дней с Мастером»
- 2012 г. Благодарность музея М. А. Булгакова за личный вклад в развитие музея
- Благодарственные письма от музеев: В. В. Маяковского, В. В. Высоцкого, М. И. Цветаевой, С. А. Есенина, театрально-литературной гостиной «Свеча», ЦДРИ, грамота от Центральный Дом Российской армии
- 2013 г. Благодарность от КОУ «Мир-детям» за спектакль «Три музы Мастера»
- 2013 г. Благодарность от компании «Мостурфлот» за плодотворное сотрудничество
- 2013 г. Грамота от библиотеки им. М.А.Светлова за участие Всероссийской акции «БиблиоНочь»
- 2013 г. Благодарность от КОУ «Мир-детям» за спектакль «Садовая, 10, далее — везде…»
- 2014 г. Благодарность от музея М. И. Цветаевой в Болшево за спектакль «Душа, родившаяся где-то…»
- 2014 г. Диплом за участие в четвертом московском театральном фестивале «Московская обочина» за спектакль «Душа, родившаяся где-то…»
- 2014 г. Благодарность от МоссаЛит за долгосрочное сотрудничество
- 2014 г. Диплом за участие в третьем международном фестивале «Вдохновение», г. Тверь, за спектакль «Робинзон и Дама без собачки»
- 2016 г. Благодарность от министерства культуры республики Крым, музея-заповедника «Киммерия М. А. Волошина», музея Марины и Анастасии Цветаевых за участие в пятом цветаевском музыкально-поэтическом фестивале «Моя божественная лира с твоей гитарою — сестра», за спектакль «Душа, родившаяся где-то…»
- 2016 г. Диплом участника второго всероссийского молодежного театрального фестиваля им. В. С. Золотухина за спектакль «Душа, родившаяся где-то…»